# 船形帽

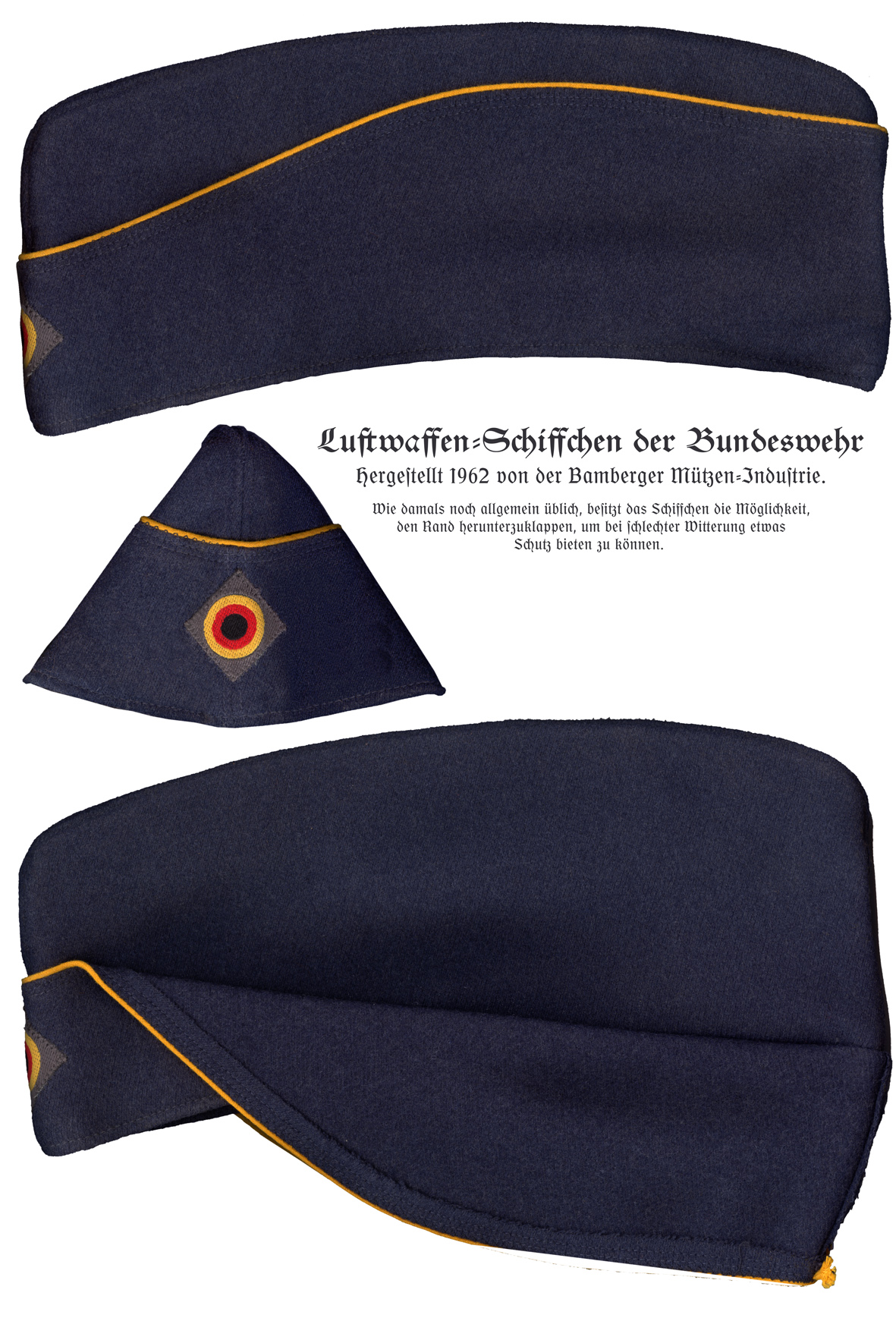
德国空军的船形帽

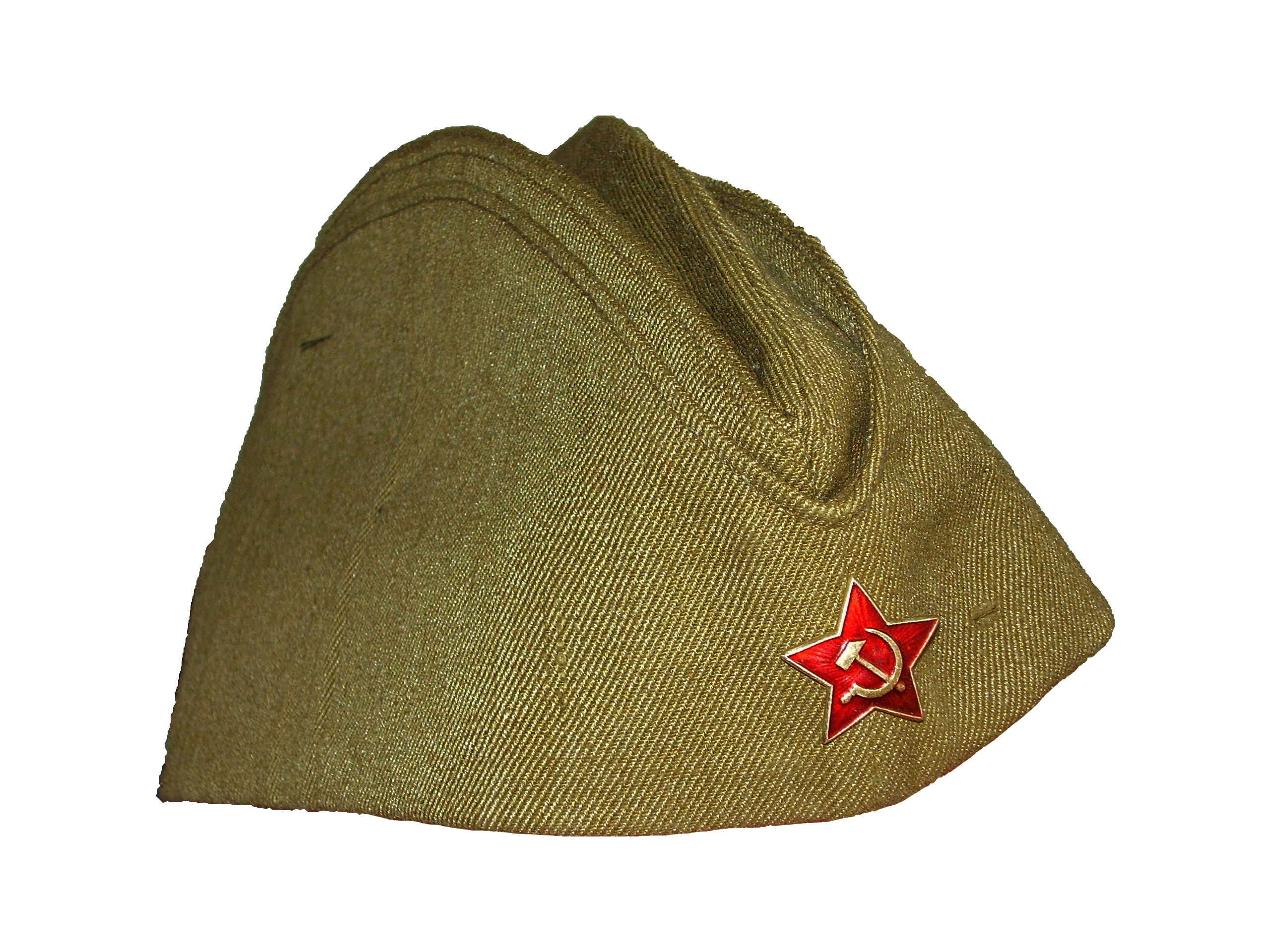
苏联红军的船形帽

船形帽，又名侧边帽（英語：Side cap）是一种船型的军用帽。相较其他军用帽，船形帽具有易于携带储藏（未佩戴时可以折平）、不易遮挡视线的特点。

## 使用情况
- 澳大利亚空军：所有衔别人员均戴船形帽。
- 中国人民解放军：在1955-1958年配发的55式军服中，士兵常服戴船形帽。1958年配发的58式军服废除了船形帽。2012年以后，海军为辽宁舰以及核潜艇单位实验下发了新的船帽，颜色为藏青，连同连体服等配发给一些舰艇部队[1]
- 德国：德军称此种帽为小船（德語：Schiffchen）。
- 苏联红军：苏军称为飞行员帽（俄語：пилотка），起源于一战期间的飞行员制服。二战期间该帽是红军最常见的军帽，冬季则戴蘇聯毛帽。
- 英军：英军称为野战帽（英語：field service cap）[2]，最早于1868年配发步兵部队，为非苏格兰军队使用。
- 美军：美军称为驻防帽（英語：garrison cap），最早配发于1910年代的第一次世界大战期间。
- 中華民國國軍：外觀與美軍相同，陸海空軍均配發，參加集會時使用。[3]
- 南斯拉夫人民解放军和游击队和南斯拉夫人民军：使用铁托帽。